# Synemosyna decipiens
Synemosyna decipiens là một loài nhện trong họ Salticidae.
Loài này thuộc chi Synemosyna. Synemosyna decipiens được Octavius Pickard-Cambridge miêu tả năm 1896.